# Manifest PKWN

Pierwsze wydanie Manifestu PKWN

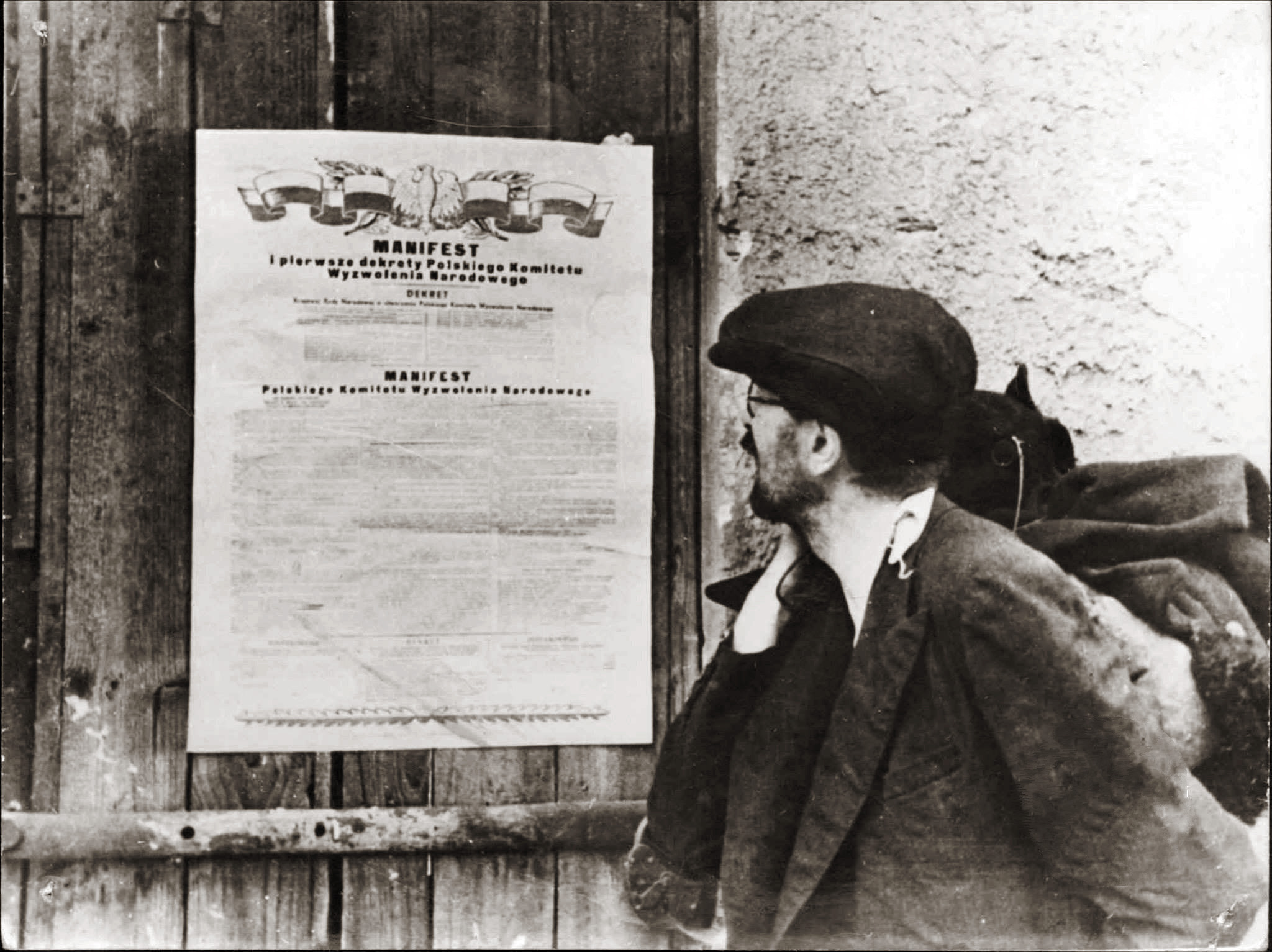
Zdjęcie propagandowe przedstawiające osobę czytającą Manifest

Manifest Polskiego Komitetu Wyzwolenia Narodowego (też: Manifest PKWN, Manifest lipcowy) – odezwa Polskiego Komitetu Wyzwolenia Narodowego (PKWN) do narodu polskiego ogłoszona z datą 22 lipca 1944 roku. Jako miejsce ogłoszenia podano miasto Chełm. W rzeczywistości został podpisany i zatwierdzony przez Józefa Stalina w Moskwie 20 lipca 1944 roku, a następnie również tam ogłoszony. Manifest ukazał się w formie obwieszczenia wraz z pierwszymi dekretami PKWN jako rządu tymczasowego. 
Manifest podpisali członkowie PKWN z przewodniczącym Edwardem Osóbką-Morawskim i wiceprzewodniczącymi Wandą Wasilewską i Andrzejem Witosem na czele. Tekst Manifestu PKWN został rzeczywiście upubliczniony 22 lipca, ale nie miało to miejsca w Chełmie, lecz w Moskwie. Ogłoszono go na antenie Radia Moskwa. Pierwszą wersję drukowaną (Manifest „trzyszpaltowy”) również wydrukowano w Moskwie.

## Treść
Manifest stwierdził, że jedynym legalnym źródłem władzy w Polsce jest Krajowa Rada Narodowa (KRN). Rząd Rzeczypospolitej Polskiej na uchodźstwie określono jako „władzę samozwańczą, władzę nielegalną”, a konstytucję kwietniową z 1935 roku „bezprawną”. Stwierdzano, że wraz z wyzwalaniem kraju musi powstać legalny ośrodek władzy, który pokieruje walką narodu. Dlatego, jak stwierdzano, KRN powołała PKWN jako „legalną tymczasową władzę wykonawczą”. Uznano w Manifeście, że KRN i PKWN działają na podstawie konstytucji marcowej z 1921 roku jako „jedynej obowiązującej konstytucji legalnej, uchwalonej prawnie”. Jej podstawowe założenia miały obowiązywać w wyzwalanym kraju aż do wybranego w pięcioprzymiotnikowych wyborach Sejmu Ustawodawczego, który miał uchwalić nową konstytucję.
W sprawach granic Manifest wzywał do walki o „powrót do Matki – Ojczyzny starego polskiego Pomorza i Śląska Opolskiego”, a także o Prusy Wschodnie i o szeroki dostęp do morza, „o polskie słupy graniczne nad Odrą”. Na wschodzie granica miała być uregulowana zgodnie z zasadą: ziemie polskie – Polsce, ziemie ukraińskie, białoruskie i litewskie – odpowiednim republikom radzieckim.
Manifest zakładał wraz z wyzwalaniem natychmiastową likwidację organów okupacyjnych i powoływanie przez rady narodowe Milicji Obywatelskiej. Deklarowano przywrócenie wszystkich swobód obywatelskich z wyłączeniem swobody działalności „organizacji faszystowskich”, które jako antynarodowe miały być „tępione z całą surowością prawa”.
Deklarowano przejęcie na cele reformy rolnej ziem niemieckich, zdrajców oraz obszarników. Ta ostatnia kategoria dotyczyła majątków powyżej 50 hektarów, a na ziemiach poniemieckich 100 hektarów. Ziemie obszarnicze miały być przejęte bez odszkodowań, lecz z zaopatrzeniem dla byłych właścicieli. Przejęta ziemia miała być rozdzielona za minimalną opłatą między małorolnych i średniorolnych chłopów oraz robotników rolnych i stanowić ich własność indywidualną. Manifest zapewniał także chłopów, że natychmiast po objęciu władzy przez nowy rząd, będą zniesione kontyngenty.
W Manifeście zakładano utworzenie systemu płacy minimalnej, rozbudowę systemu ubezpieczeń społecznych opartego na zasadzie samorządności, rozładowanie nędzy mieszkaniowej. Deklarowano wsparcie państwa również dla prywatnej działalności gospodarczej oraz spółdzielczości. Obiecywano wprowadzenie bezpłatnego, powszechnego szkolnictwa na wszystkich szczeblach oraz otoczenie specjalną opieką inteligencji.